# Amphiophiura liberata
Amphiophiura liberata är en ormstjärneart som först beskrevs av Jean Baptiste François René Koehler 1904.  Amphiophiura liberata ingår i släktet Amphiophiura och familjen fransormstjärnor. Inga underarter finns listade i Catalogue of Life.